# Dominic Tuohy
Dominic Tuohy (* 20. Jahrhundert in London) ist ein britischer Spezialeffektkünstler.

## Leben
Dominic Tuohy wurde in London geboren und wuchs in der Nähe des Fußballvereins FC Arsenal auf, von dem er auch ein großer Fan ist. Schon in seiner Kindheit half er in den Sommerferien bei Filmproduktionen mit und sammelte erste Erfahrungen, da sein Vater selber in der Brache gearbeitet hatte. Er studierte nach seiner Schulzeit aber erstmal, um Sportlehrer zu werden. Aber bereits nach einer Woche brach er auf Anraten seines Vaters das Studium ab, um Filmtechniker zu werden.
Er arbeitete für viele Produktionen und erarbeitete sich einen guten Ruf. 1999 arbeitete er als Filmtechniker für die ABC-Miniserie Cleopatra mit Leonor Varela. Für diese Serie wurde Tuohy zusammen mit Laurent Cordier, Garth Inns, Dag Ivarsoy, Matt Johnson, Hayden Jones, Paul Lambert, John Lockwood, Andrew Merlino und Ray Rankine bei der 51. Primetime-Emmy-Verleihung in der Kategorie Beste Spezialeffekte nominiert. Jedoch mussten sie sich Alice im Wunderland von NBC geschlagen geben.
Für seine Arbeit bei dem Film Solo: A Star Wars Story wurde Tuohy gemeinsam mit Rob Bredow, Patrick Tubach und Neal Scanlan zum ersten Mal für einen Oscar in der Kategorie beste visuelle Effekte bei der Oscarverleihung 2019 nominiert. Letztendlich gewannen jedoch Paul Lambert, Ian Hunter, Tristan Myles and J.D. Schwalm für ihre visuellen Effekte bei dem Film Aufbruch zum Mond.
Bereits ein Jahr später also bei der 92. Oscarverleihung wurde Tuohy für seine visuellen Effekte mit Roger Guyett, Neal Scanlan und Patrick Tubach für den Film Star Wars: Der Aufstieg Skywalkers sowie gemeinsam mit Guillaume Rocheron und Greg Butler für den Film 1917 nominiert. Dieses Mal konnte er die begehrte Trophäe mit nach Hause nehmen, da 1917 den Oscar gewann. Für diese beiden Filme wurde Tuohy außerdem bei den British Academy Film Awards 2020 nominiert und gewann dort ebenfalls den Preis für 1917. Bei der 46. Saturn-Award-Verleihung wurde Tuohy für seine Arbeit an Star Wars: Der Aufstieg Skywalkers nominiert und gewann den Preis.

## Filmografie (Auswahl)
- 1987: Withnail & I (Withnail and I)
- 1989: Weiße Zeit der Dürre (A Dry White Season)
- 1996: Die Legende von Pinocchio (The Adventures of Pinocchio)
- 1997: Wings of the Dove – Die Flügel der Taube (The Wings of the Dove)
- 1997: Verborgenes Feuer (Firelight)
- 1999: Onegin – Eine Liebe in St. Petersburg (Onegin)
- 1999: Cleopatra
- 2000: In stürmischen Zeiten (The Man Who Cried)
- 2002: Blade II
- 2003: Shanghai Knights
- 2004: Harry Potter und der Gefangene von Askaban (Harry Potter and the Prisoner of Azkaban)
- 2005: Harry Potter und der Feuerkelch (Harry Potter and the Goblet of Fire)
- 2006: The Da Vinci Code – Sakrileg (The Da Vinci Code)
- 2008: Wanted
- 2009: Illuminati (Angels and Demons)
- 2011: Captain America: The First Avenger
- 2015: Mission: Impossible – Rogue Nation
- 2015: Codename U.N.C.L.E. (The Man from U.N.C.L.E.)
- 2017: Die Mumie (The Mummy)
- 2018: Solo: A Star Wars Story
- 2019: 1917
- 2019: Star Wars: Der Aufstieg Skywalkers (Star Wars: The Rise of Skywalker)
- 2020: Die fantastische Reise des Dr. Dolittle (Dolittle)
- 2022: The Batman

## Auszeichnungen (Auswahl)
Oscar
- 2019: Nominierung für die besten visuellen Effekte für Solo: A Star Wars Story
- 2020: Auszeichnung für die besten visuellen Effekte für 1917
- 2020: Nominierung für die besten visuellen Effekte für Star Wars: Der Aufstieg Skywalkers
- 2023: Nominierung für die besten visuellen Effekte für The Batman

British Academy Film Award
- 2020: Auszeichnung für die besten visuellen Effekte für 1917
- 2023: Nominierung für die besten visuellen Effekte für The Batman

Saturn Award
- 2021: Auszeichnung für die besten Spezialeffekte für Star Wars: Der Aufstieg Skywalkers

Emmy
- 1999: Nominierung für die besten visuellen Effekte in einer Miniserie oder einem Fernsehfilm für Cleopatra